# ローマ劇場 (ボスラ)
ボスラのローマ劇場（ボスラのローマげきじょう、英語: Roman theatre at Bosra 〈Roman theatre of Bosra〉、アラビア語: المسرح الروماني ببصرى）は、シリア南西部のボスラにある巨大なローマ劇場である。2世紀に建設された最大級の古代ローマの劇場であり、座席部の規模は37段、6000席で、およそ最大1万5000人が収容可能であった。中世、12世紀のアイユーブ朝の時代に、十字軍に対するムスリム（イスラム）の要塞として、ボスラの劇場の周囲は強固な外壁によって固められた。
良好な状態で発掘されたボスラのローマ劇場は、1980年、国際連合教育科学文化機関（ユネスコ、UNESCO）の世界遺産（文化遺産）に登録された「古代都市ボスラ」の一部である。しかしシリア内戦以降、シリア国内の世界遺産はすべて危機遺産に指定された。

## 歴史
ボスラはナバテア王国の都であったが、106年よりローマ帝国の統治下となると、皇帝トラヤヌス（在位98-117年）のもと、アラビア属州 (Provincia Arabia) の州都ノバ・トラヤナ・ボストラ (Nova Trajana〈Traiana〉 Bostra) となった。ローマ劇場は、2世紀の後半ないし第2四半期、もしくはトラヤヌスの時代に建造されたものといわれる。
ローマ時代のボスラの劇場は、その後、481年から1251年にわたって要塞化された。ボスラは、395年の東西分治以降に東ローマ帝国（ビザンティン帝国）に属し、7世紀にはイスラム帝国の時代となり、劇場は12世紀になると、アイユーブ朝の要塞としてさらに拡張されていった。
ボスラは、メッカへの巡礼路の要地であったが、その後、経路から外れたボスラは衰退し、やがて廃墟となると、劇場も砂の堆積により埋没した。しかし、砂の保護によって良好に保存されていたローマ劇場は、1947年から1970年にかけて、大規模な修復作業がなされ、復元された。 

## 構造

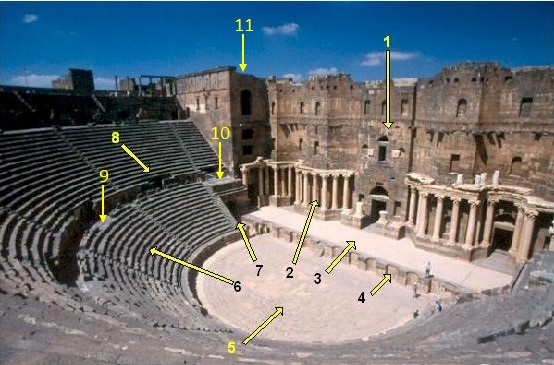
ボスラのローマ劇場の構造
1. スカエナエ・フロンス 2. 列柱 (Columnatio) 3. プルピトゥム 4. プロセニアム 5. オルケストラ 6. カウェア 7. アディタス・マクシムス 8. ヴォミトリウム 9: 水平通路 (praecinctio) 10. トリブナリア 11. バシリカ

斜面を利用することなく平らな場所に建設されたボスラのローマ劇場は、黒い玄武岩によって構築されており、また、復元された部分には、淡紅色のエジプト産花崗岩も使用されている。
半円形となる階段状の座席部であるカウェア (Cavea) は、北を向き、幅102メートル、6000席の規模で、約1万5000人の観客を収容可能であったとされる。座席部は、上下2本の水平通路 (praecinctio) により3区画に分割された上層 (summa cavea) 6段、中層 (media cavea) 16段、下層 (ima cavea) 13段、もしくは全37段とされる。また、階段 (scalae 〈scalaria〉) により各座席層の分画 (cunei) は、上層10列、中・下層は7列となる。座席層部は、放射状に延びた筒型ヴォールトのヴォミトリウム (Vomitoria）の連絡網の上層に設けられており、この湾曲した座席部は、上層座席 (summa cavea) 最上段の背後にある列柱（柱廊）に囲まれていた。
半円形のオルケストラは、直径21メートルであり、左右2か所にある筒型ヴォールト状のアディタス・マクシムス (Aditus maximi) により通じる。オルケストラ出入口である2か所のアディタス・マクシムスの上部には、特設貴賓席となるトリブナリア (Tribunalia) が設けられていた。
舞台前部のプロセニアムは、交互に半円形と角形の窪みを繰り返して形成されている。舞台であるプルピトゥムは、44メートル、奥行5メートル。舞台正面の3階建てのスカエナエ・フロンスは、とりわけ厚い壁によって構築されており、円柱などによる建築装飾が施されるとともに、3か所に入口を備える。